# Lista de prefeitos de Vitória das Missões
Esta é a lista de prefeitos do município de Vitória das Missões, estado brasileiro do Rio Grande do Sul.
| Nº | Prefeito                               | Partido                             | Vice-prefeito(a)                    | Início do mandato     | Fim do mandato         | Forma de acesso ao cargo                                                                                | Ref.   |
| -- | -------------------------------------- | ----------------------------------- | ----------------------------------- | --------------------- | ---------------------- | --- | ------ |
| 1  | João Aloysio Konzen (?)                | Partido Democrático Social PDS      | Júlio Ubiratan dos Reis             | 1º de janeiro de 1993 | 31 de dezembro de 1996 | Eleito em 3 de outubro de 1992                                                                          | [ 1 ]  |
| 2  | Evio Buenevides Maciel (1963)          | Partido Democrático Trabalhista PDT | Desconhecido                        | 1º de janeiro de 1997 | 31 de dezembro de 2000 | Eleito em 3 de outubro de 1996                                                                          | [ 3 ]  |
| 2  | Evio Buenevides Maciel (1963)          | Partido Democrático Trabalhista PDT | Desconhecido                        | 1º de janeiro de 2001 | 31 de dezembro de 2004 | Reeleito em 3 de outubro de 2000                                                                        | [ 4 ]  |
| 3  | Enio Colleto Carvalho (1965)           | Partido Progressista PP             | Valdori Schwandes                   | 1º de janeiro de 2005 | 31 de dezembro de 2008 | Eleito em 3 de outubro de 2004                                                                          | [ 6 ]  |
| 3  | Enio Colleto Carvalho (1965)           | Partido Progressista PP             | Cézar Coleto                        | 1º de janeiro de 2009 | 31 de dezembro de 2012 | Reeleito em 5 de outubro de 2008                                                                        | [ 7 ]  |
| 4  | Cézar Coleto (1975)                    | Partido dos Trabalhadores PT        | João Antunes Borchartt              | 1º de janeiro de 2013 | 31 de dezembro de 2016 | Eleito em 7 de outubro de 2012                                                                          | [ 9 ]  |
| 5  | Aldi Minetto (1958)                    | Partido Democrático Trabalhista PDT | Luciano Vanderlei Lutzer (Foguinho) | 1º de janeiro de 2017 | 19 de julho de 2017    | Eleito em 2 de outubro de 2016                                                                          | [ 11 ] |
| –  | Nelson Neri Antunes de Carvalho (1956) | Partido Progressista PP             | Nenhum                              | 19 de julho de 2017   | 27 de julho de 2017    | Presidente da Câmara de Vereadores que assume interinamente após cassação do mandato do prefeito e vice | [ 13 ] |
| 5  | Aldi Minetto (1958)                    | Partido Democrático Trabalhista PDT | Luciano Vanderlei Lutzer (Foguinho) | 27 de julho de 2017   | 31 de dezembro de 2020 | Prefeito e vice reconduzidos ao cargo após decisão judicial                                             | [ 14 ] |
| 6  | Cornélio Luís Grimm (1975)             | Partido Democrático Trabalhista PDT | Greice Daiane Wentz                 | 1º de janeiro de 2021 | 31 de dezembro de 2024 | Eleito em 15 de novembro de 2020                                                                        | [ 16 ] |
| 6  | Cornélio Luís Grimm (1975)             | Partido Democrático Trabalhista PDT | Greice Daiane Wentz                 | 1º de janeiro de 2025 | Atualidade             | Reeleito em 6 de outubro de 2024                                                                        | [ 17 ] |